# Aung Kham Hti
Aung Kham Hti (birman : အောင်ခမ်းထီ) est un homme politique et ancien moine birman né en 1936.

## Biographie

### Carrière
Il a présidé l'Organisation nationale Pa-O (PNO), qu'il a réorganisée en 1976. Il dirigeait également son aile militaire, l'Armée nationale Pa-O.
Le 11 avril 1991, le PNO, sous sa direction, a conclu un cessez-le-feu avec le Conseil d'État pour la paix et le développement.
Le PNO s'est vu accorder un certain nombre de concessions commerciales et le contrôle d'un territoire dans le sud-ouest de l'État Shan, qui est devenu plus tard connu sous le nom de Région spéciale 6 de l'État Shan (Sud).
En avril 2022, après le coup d'État de 2021 au Myanmar, Aung Kham Hti a reçu le titre de Wunna Kyawhtin.